# Sandeid
Sandeid är en tätort och kyrkby i Vindafjords kommun i Rogaland fylke i sydvästra Norge. Orten ligger där fylkesväg 46 möter fylkesväg 514, längst inne vid Sandeidfjorden. Här finns Sandeids kyrka.
Orten utgjorde tidigare centralort i dåvarande Sandeids kommun.

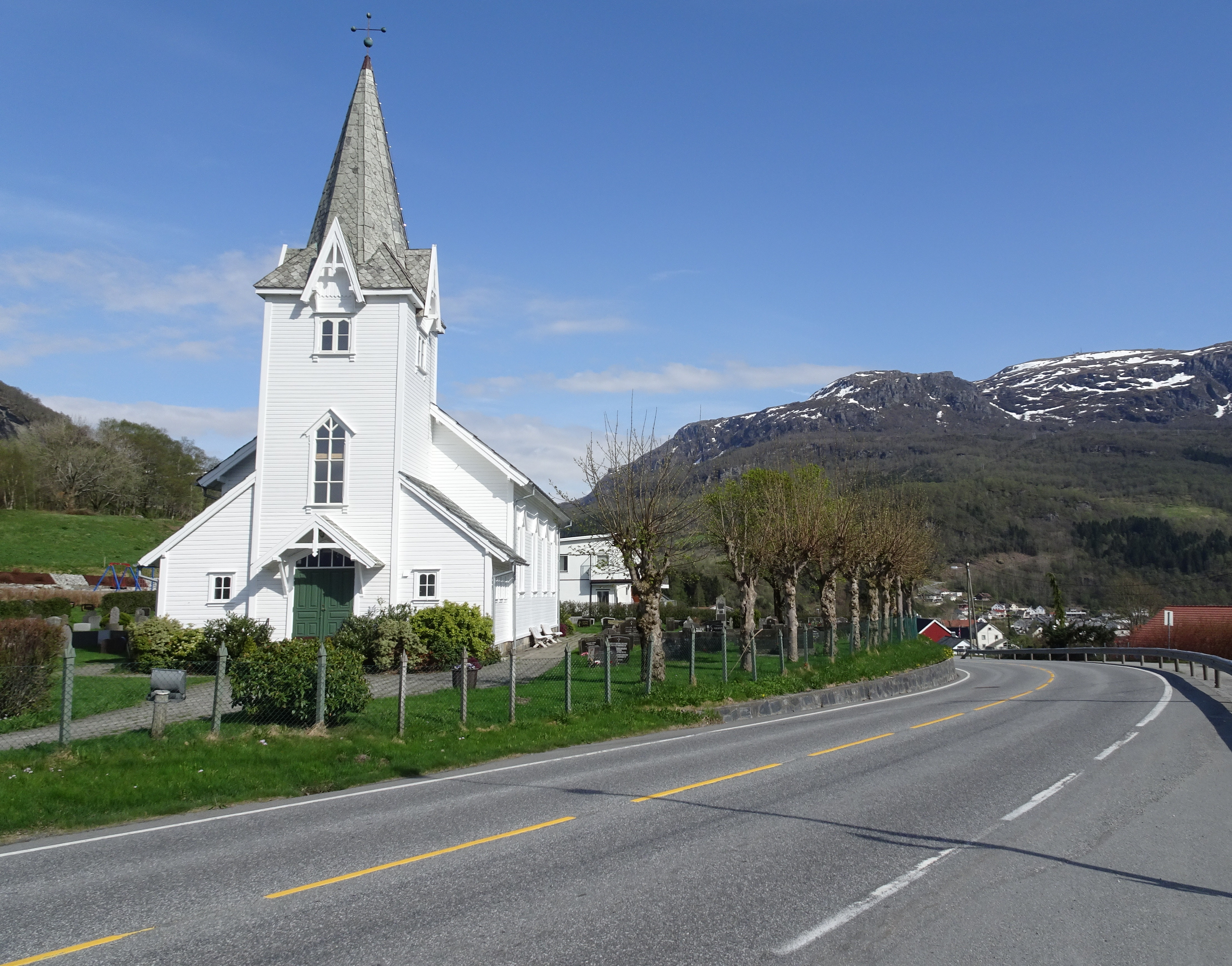
Fylkesväg 514 vid Sandeids kyrka.